# Gardouch
Gardouch is een gemeente in het Franse departement Haute-Garonne (regio Occitanie). De plaats maakt deel uit van het arrondissement Toulouse. Gardouch telde op 1 januari 2022 1.360 inwoners.

## Geografie
De oppervlakte van Gardouch bedroeg op 1 januari 2022 16,31 vierkante kilometer; de bevolkingsdichtheid was toen 83,4 inwoners per km².

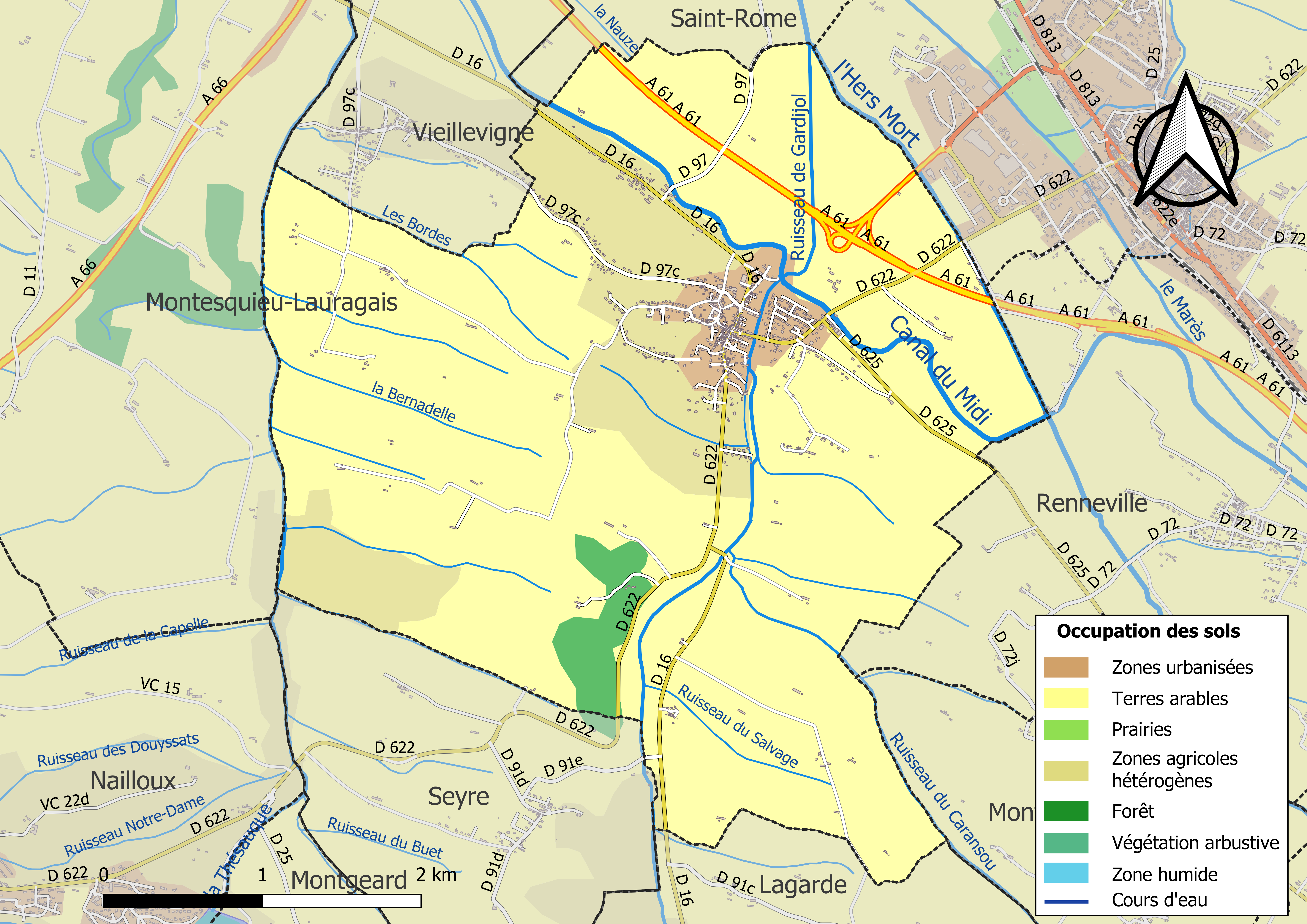
Kaart van de gemeente met belangrijkste infrastructuur, bodemgebruik en omliggende gemeenten

## Demografie
Onderstaande figuur toont het verloop van het inwonertal (bron: INSEE-tellingen).